# 肘内障
肘内障（ちゅうないしょう、英: nursemaid's elbow, pulled elbow）は2-4歳の小児に好発。解剖学的に希薄な輪状靱帯から橈骨頭の成長が未熟なため逸脱した状態。亜脱臼。肘関節脱臼とは異なる。親に手肘関節伸展位＋前腕回内位で手を強く引かれて発生することが多い。成長とともに固定が強固となり成人での発症はまれ。
橈骨とは前腕の骨のうちの一本である。

## 発生機序

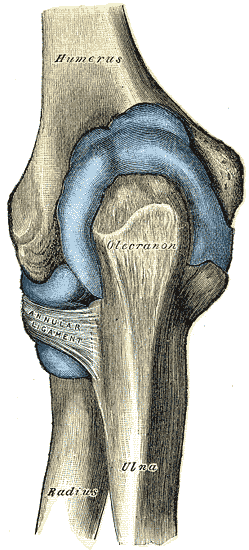
肘関節。右のUlnaが尺骨、左のRadiusが橈骨。

橈骨頭は輪状靭帯によって尺骨の橈骨切痕に固定され、上橈尺関節を形成している。
手が強く引っ張られるとともに前腕が回内すると、橈骨頭が輪状靭帯から抜けて亜脱臼あるいは完全脱臼する。また、腕を体の下にして転がり（寝返り）発生するケースもある。

## 治療
非観血的に整復できることが多い。上腕骨顆上骨折を発症している恐れもあるので、安易に肘内障と診断して整復してはならない。年齢、発症機序などの問診、肘関節の発赤・腫脹などから骨折の除外診断を行ったあと、肘内障と診断されたならば、肘関節を屈曲させ、一方の手で撓骨頭を触れながら、前腕を回内もしくは回外させる。
回内整復法は回外整復法よりもわずかに有効であると2009年のCochrane Database of Systematic Reviews 2009に報告された。